# Signe Riisalo

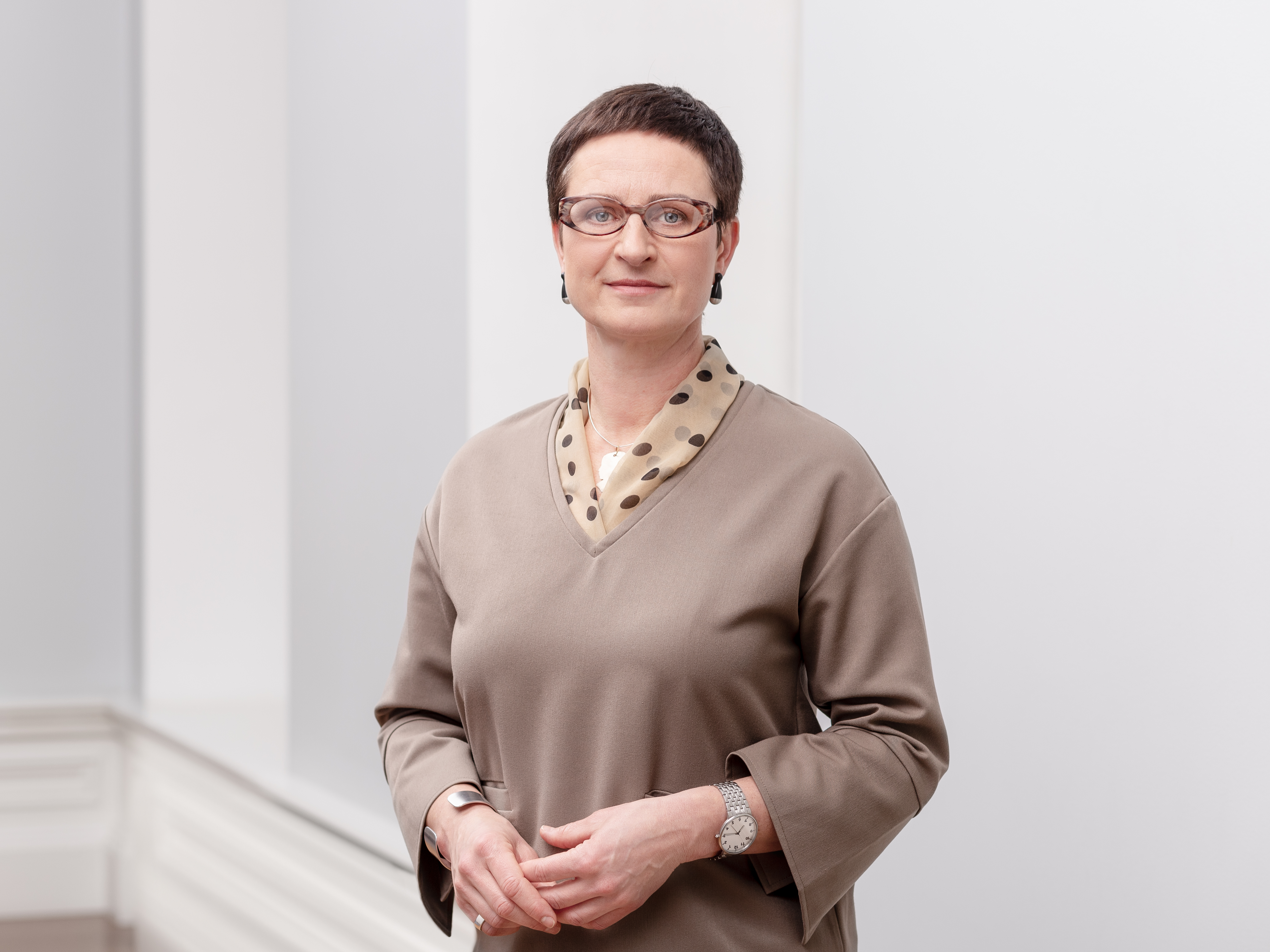
Signe Riisalo (2021)

Signe Riisalo (geb. Signe Roos; * 8. Oktober 1968 in Tallinn) ist eine estnische Politikerin (RE). Seit 26. Januar 2021 ist sie Sozialministerin der Republik Estland (Kabinett K. Kallas I). Dasselbe Amt übernahm sie auch in den unmittelbar folgenden Regierungen von Ministerpräsidentin Kallas (Kabinett K. Kallas II und Kabinett K. Kallas III) und der Regierung von Kristen Michal (Kabinett Michal).

## Leben

### Frühe Jahre
Signe Riisalo schloss 1987 die Schule in Tallinn ab. 1989 beendete sie ihr Studium an der Wirtschaftswissenschaftlichen Fakultät des Polytechnischen Instituts Tallinn (heute Technische Universität Tallinn). Von 1987 bis 1990 war sie beim sowjetischen Bau- und Planungsunternehmen Eesti Maaehitusprojekt beschäftigt.

### Karriere in der Sozialpolitik
Von 1990 bis 1993 war Signe Riisalo als Referentin in der estnischen Staatskanzlei tätig. Von 1993 bis 2019 war sie Beamtin im estnischen Sozialministerium. Sie gilt als Expertin für Kinderschutzrechte. Gleichzeitig bildete sie sich im Bereich Sozialarbeit fort: 1995 und 2017 machte sie entsprechende akademische Abschlüsse an der Universität Tallinn. 2008 legte sie außerdem ein juristisches Examen an der Universität Tartu ab.

### Politische Tätigkeit
Im Jahr 1990, kurz vor Wiedererlangung der staatlichen Unabhängigkeit Estlands, trat Signe Riisalo der Estnischen Liberaldemokratischen Partei (Eesti Liberaaldemokraatlik Partei) bei. Diese ging 1994 in der liberalen Estnischen Reformpartei (Eesti Reformierakond) auf.
Im Jahr 2019 wurde Riisalo Abgeordnete im estnischen Parlament (Riigikogu). Am 26. Januar 2021 wurde sie als neue Sozialministerin der Republik Estland vereidigt. Sie behielt ihr Amt in den folgenden Koalitionsregierungen von Ministerpräsidentin Kallas (Kabinett K. Kallas II und Kabinett K. Kallas III) sowie der Regierung von Kristen Michal (Kabinett Michal) bei.

### Privates
Signe Riisalo ist seit 1999 in zweiter Ehe mit Tiit Riisalo (geb. 1967), dem Leiter der Kanzlei von Staatspräsidentin Kersti Kaljulaid und Minister für Informationstechnologie und Wirtschaft im Kabinett K. Kallas III, verheiratet. Sie hat, aus erster Ehe, einen Sohn und, gemeinsam mit Tiit Riisalo, eine Tochter.